# Böbracher Staatswald
Der Böbracher Staatswald war ein gemeindefreies Gebiet im Landkreis Straubing-Bogen.
Das ehemalige gemeindefreie Gebiet im Landkreis Straubing-Bogen wurde zum Jahresende 1986 aufgelöst und am 1. Januar 1987 in die Gemeinde Schwarzach und die Gemeinde Bernried im Landkreis Deggendorf eingegliedert. Am 1. Januar 1983 hatte es eine Fläche von 206,27 Hektar. Die Fläche zum Gebietsstand 1. Oktober 1966 betrug 206,26 Hektar.